# تشو هيونغ ايك
تشو هيونغ ايك (24 فبراير 1974 بكوريا الجنوبية - ) هو لاعب كرة قدم كوري جنوبي في مركز الوسط. شارك مع منتخب كوريا الجنوبية تحت 20 سنة لكرة القدم ومنتخب كوريا الجنوبية تحت 23 سنة لكرة القدم. أما مع النوادي، فقد لعب مع سوون سامسونغ بلووينغز ونادي أولسان هيونداي.

## وصلات خارجية
- تشو هيونغ ايك على موقع الاتحاد الدولي (مؤرشف)  (الإنجليزية)
- تشو هيونغ ايك على موقع دوري كوريا الجنوبية (الإنجليزية)